# Európai Csendőrség
Az Európai Csendőrség (European Gendarmerie Force, EGF, Eurogendfor) katonai/félkatonai szervezet (katonai rendőrségnek is nevezhető), melyet az Európai Unió néhány állama válsághelyzetek kezelésére hozott létre. 2006. január 23-án lépett hivatalosan működésbe, székhelye az olaszországi Vicenza.
A szervezet az EU, az ENSZ, a NATO, vagy más szövetségek, ad hoc koalíciók szolgálatába állítható.

## A szervezet tagjai
Az Eurogendfort Franciaország, Olaszország, Spanyolország, Portugália és Hollandia alapította, így a francia Gendarmerie Nationale, az olasz Carabinieri, a spanyol Guarda Civil, a portugál Guarda Nacional Republicana és a holland Koniniklijke Merechaussee összeolvadásából jött létre. 2008. december 17-én Románia is a tagok közé lépett, a Jandarmeria Română csatlakoztatásával. Lengyelország 2007. március 8-a óta partnere az Európai Csendőrségnek, és előirányozta, hogy a jövőben a tagok közé lép. Továbbá Litvánia is (2009 decembere óta) partneri státusban áll az Eurogendforral. Ezen kívül Azerbajdzsánnak vannak indíttatásai a Csendőrséghez való csatlakozásra. Törökország 2009-ben megfigyelői státust kapott. Németország nem tagja a szervezetnek, a német védelmi miniszter ugyanis 2004-ben hangsúlyozta, hogy a rendőrség és a katonai jellegű szervek feladatai különböznek egymástól. Az Európai Csendőrséghez csatlakozhat bármely olyan állam, amely csendőri szervezettel rendelkezik.

## Története
A francia védelmi miniszter, Michélle Alliot-Marie 2003 szeptemberében tett javaslatot az Európai Csendőrség létrehozására. Októberben egy értekezleten felvázolta szándékait az Eurogendfort illetőleg. Míg Franciaország a már létező EUFOR-hoz, addig Olaszország inkább a Multinational Special Unithoz hasonlónak akarta a Csendőrséget.
Franciaország arra ügyelt különösképp, hogy az Eurogendfort minél gyorsabban és lehetőleg az EU-tól függetlenül felállítsa, mivel az EU többi tagállamával való összeegyeztetések csak problémákat szültek volna. Azonban kiderült, hogy a Csendőrség csak nehezen integrálható az EU-ba, mert a legtöbb tagállamnak ellenérzései támadtak.
Továbbá viták bontakoztak ki a felállítandó szervezet nagyságáról is, Franciaország és Olaszország a (Gendarmerie Nationale-lal és a Carabinerivel) jóval nagyobb egységet képzelt el, mint Hollandia, vagy Portugália. Viszont egyetértés volt abban, hogy az Eurogendfornak minden fajta rendőrségi munkára fel kell készülnie. Az öt alapító állam (Franciaország, Olaszország, Spanyolország, Portugália és Hollandia) védelmi miniszterei a hollandiai Noordwijkben, 2004. szeptember 17-én egyeztették össze szándékaikat.
Az első sikeresen teljesített gyakorlatra (Command Post exercise) 2005 júniusában került sor, a franciaországi Saint Astier-ben, a csendőrségi gyakorlóközpontban. 2006. január 23-án egy Vicenzai katonai ceremónia alkalmával az Eurogendfor hivatalosan is bemutatkozott.
A Magas Szintű Tárcaközi Bizottság (CIMIN) összeülése, és a 2006. április 19-28-ig tartó második sikeres gyakorlat után az Eurogendfort 2006. július 20-án teljesen működőképesnek nyilvánították. 2007. október 18-án az öt alapító állam létrehozta a velseni szerződést, ezt szokás az Európai Csendőrség alapszerződésének nevezni. A szerződés szabályozza az Eurogendfor feladatait és hatáskörét.

## Feladatai
Az Eurogendfort kezdettől fogva arra szánták, hogy a válságkezelés minden lehetséges típusát lebonyolíthassa. A Csendőrség megerősítheti a helyi rendőri erőket, de ezeknek helyébe is állhat. A válságkezelés minden fázisában bevethető. A válság kezdetén az Eurogendfor a hadsereggel együtt beavatkozhat és rendőrségi feladatokat is végrehajthat. Stabilizálódáskor a Csendőrség egyedül, illetve a hadsereggel vagy a helyi rendőri erőkkel együttműködve is végezheti feladatát. Visszarendeződéskor megkönnyítheti a különböző hatáskörök visszajuttatását a helyi rendőri szervek részére.
A válságkezelés mellett az Európai Csendőrség minden más rendőrségi feladatot is elláthat: a biztonság és általános rend fenntartása; a helyi rendőrség megerősítése, tanácsokkal való ellátása, de akár felügyelete is; a közlekedés szabályozása, közterek felügyelete, határellenőrzés, valamint általános titkosszolgálati tevékenységek.
Mindemellett az Eurogendfor képes bűnügyi tevékenységeket is ellátni, mint például a nyomozást, bűnüldözést, vagy a bíróságokkal való kapcsolattartást. Feladatai közé tartozik még a polgári- és vagyonvédelem, valamint a rendfenntartás zavargások esetén. Ezen kívül képezhet rendőrtiszteket, illetve kiképzőket nemzetközi szabályok és szabványok szerint.

## Felépítése

### CIMIN
CIMIN (francia mozaikszó, jelentése: Comité InterMInistériel de haut Niveau): Magas Szintű Tárcaközi Bizottság, az Európai Csendőrség legfőbb döntéshozó testülete, szokás EGF-parancsnokságnak is nevezni. Védelmi-, külügy-, illetve belügyminiszterekből tevődik össze. Ez a bizottság dönt az Eurogendfor bevetéséről, gondoskodik a szervezet irányításáról, ellenőrzi a velseni szerződés betartását.
Az elnökséget minden évben más részt vevő állam tölti be, ez idő alatt a következő évre javasolhat alapelveket. 2005-ben Olaszország, 2006-ban Spanyolország, 2007-ben Hollandia, 2008-ban Portugália, 2009-ben Franciaország volt elnök. Az országok forgásszerűen váltják egymást.
A Bizottság tartalmaz egy holland képviselőkből álló csoportot is, mely kéthavonta értekezik. Maga a Bizottság egy évben legalább kétszer ülésezik, de akkor is összeül, ha az egyik részt vevő állam összehívja. Minden döntéshez teljes egyetértés szükséges. Az első találkozóra 2005. január 21-én került sor, Rómában.

### A parancsnok
Az Eurogendfor parancsnoka vezeti az állandó központot, felállíthat költségvetési tervezetet, illetve az ő kezén van az EGF-en belüli erők vezetése. A parancsok végrehajtásáért is ő a felelős. A parancsnoki hivatal két évig tölthető be.

### Létszám
A Csendőrségnek egy 800-900 fős magja van, emellett hivatalosan 2300-an tartalékban állnak. Olaszországban 800, Franciaországban 600, Spanyolországban 500, Portugáliában 160 és Hollandiában 100 csendőr áll rendelkezésre.

## Külső hivatkozások
- http://www.eurogendfor.eu/